# Linda Kozlowski
Linda Kozlowski (Fairfield, 1958. január 7. –) visszavonult amerikai színésznő.
Leginkább a Krokodil Dundee-filmekből ismert, melyekben 1986 és 2001 között volt férje, Paul Hogan mellett szerepelt. 

## Gyermekkora és tanulmányai
A connecticuti Fairfieldben született, lengyel-amerikai családban. Anyja Helena Parniawska, apja Stanisław Kozłowski. A Fairfield-i Andrew Warde High School-ban végzett 1976-ban, majd a Juilliard drámatagozatán diplomázott 1981-ben.

## Színészi pályafutása
Linda 1982-ben tűnt fel először a képernyőn, a Nurse című televíziós sorozatban. Arthur Miller Az ügynök halála című színművéből készült 1985-ös tévéfilmes adaptációban Dustin Hoffman és John Malkovich mellett szerepelt. Az egész világon akkor vált ismertté, amikor elvállalta a Krokodil Dundee (1986) című film női főszerepét későbbi férje, Paul Hogan partnereként. A vígjáték akkora sikert aratott, hogy még két rész készült belőle. A másodikat 1988-ban mutatták be a mozikban. 
Több kisebb szerep után 2001-ben tért vissza a Krokodil Dundee harmadik részében, mely Krokodil Dundee Los Angelesben címmel jelent meg. Azóta a színésznő nem vállalt szerepléseket.

## Magánélete
Az 1980-as évek közepén lett Paul Hogan párja, akivel a Krokodil Dundee forgatásán ismerkedtek meg. 1990-ben házasodtak össze, egy gyermekük született, Chance Hogan. Kozlowski  2013-ban nyújtott be válókeresetet, a következő évben pedig véglegesítették válásukat.

## Filmográfia

### Film
| Év   | Magyar cím                     | Eredeti cím                     | Szerep            | Magyar hang        |
| ---- | ------------------------------ | ------------------------------- | ----------------- | ------------------ |
| 1986 | Krokodil Dundee                | Crocodile Dundee                | Sue Charlton      | Tóth Enikő         |
| 1988 | Krokodil Dundee 2.             | Crocodile Dundee II             | Sue Charlton      | Menszátor Magdolna |
| 1988 | Golyóálló glória               | Pass the Ammo                   | Claire            | Zakariás Éva       |
| 1990 | Botcsinálta angyal             | Almost an Angel                 | Rose Garner       | Kocsis Judit       |
| 1993 | A szomszéd                     | The Neighbor                    | Mary / Mrs. Hatch | Kubik Anna         |
| 1994 | A sikátor igazsága             | Backstreet Justice              | Keri Finnegan     | Vándor Éva         |
| 1994 |                                | Zorn                            | Emilie Bartlett   |                    |
| 1995 | Elátkozottak faluja            | Village of the Damned           | Jill McGowan      | Farkasinszky Edit  |
| 2001 | Krokodil Dundee Los Angelesben | Crocodile Dundee in Los Angeles | Sue Charlton      | Frajt Edit         |

### Televízió
| Év   | Magyar cím          | Eredeti cím         | Szerep        | Magyar hang    | Megjegyzések |
| ---- | ------------------- | ------------------- | ------------- | -------------- | ------------ |
| 1982 |                     | Nurse               | Julie Dean    |                | 1 epizód     |
| 1985 | Az ügynök halála    | Death of a Salesman | Miss Forsythe | Kocsis Mariann | tévéfilm     |
| 1988 | Amerika kedvenc fia | Favorite Son        | Sally Crain   | Györgyi Anna   | minisorozat  |
| 1996 |                     | Shaughnessy         | Marla         |                | tévéfilm     |